# Vivarium (kloster)
|  | For betydningen "dyregård" se Vivarium |
Vivarium  var et syditalienisk kloster i det 6. århundrede.
Vivarium blev grundlagt omkring 554 af Cassiodor der oprindelig var minister eller embedsmand hos den østgotiske konge Teoderik den Store, og som, efter at det østgotiske rige var blevet erobret af byzantinerne, trak sig tilbage til faderens ejendom i Calabrien for at hellige sig filosofiske studier. Dér, i nærheden af det nuværende Squillace ved Catanzaro, grundlagde han klostret Vivarium hvis præcise placering ikke er kendt i dag. 
Han gjorde det til en af munkenes opgaver at samle og kopiere antik litteratur af kirkefædrene, såvel som af filosoffer, retorer og digtere. Så vidt denne litteratur forelå på græsk, oversatte han til latin. 
På den måde fik klostret foruden at være et sted for kontemplation også status som et sted for dannelse. 
Efter at infrastrukturen og de dannelsesinstitutioner, der havde kunnet bidrage til videreførelsen af skriftkulturen, mange steder var brudt sammen i de germanske efterfølgerstater i kølvandet på det vestromerske riges undergang 476, og hvor blot præsteskabet ved biskopsæderne endnu havde de fornødne kundskaber, udgjorde klostret Vivarium begyndelsen til det middelalderlige biblioteksvæsen med hvilket viden fra antikken kunne reddes over til de efterfølgende århundreder.
Klostret selv blev opløst ret snart efter Cassiodors død omkring 583; dog blev det et mønster for lignende dannelsessteder i den latinsprogede verden.
Se også
- Bogtabet i senantikken